# نیزه سه‌شاخ

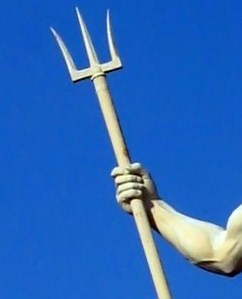
نیزه سه‌شاخ پوزئیدون

نیزه سه‌شاخ نوعی نیزه است که به صورت سه شاخه ساخته می‌شود. در ماهی‌گیری با نیزه از این ابزار استفاده می‌شود. نیزه سه‌شاخ سلاح پوزئیدون یا نپتون (خدای دریاها در اساطیر باستان) است. در اساطیر هندو، این نیزه سلاح شیوا است و به زبان سانسکریت، تریشولا نامیده می‌شود که به معنی سه تیغ است. همچنین کشاورزان برای جدا کردن برگ‌ها، دانه‌ها و
جوانه‌ها از ساقه‌های گیاهانی مانند کتان و کنف از این نیزه بهره می‌برند.

## کاربرد

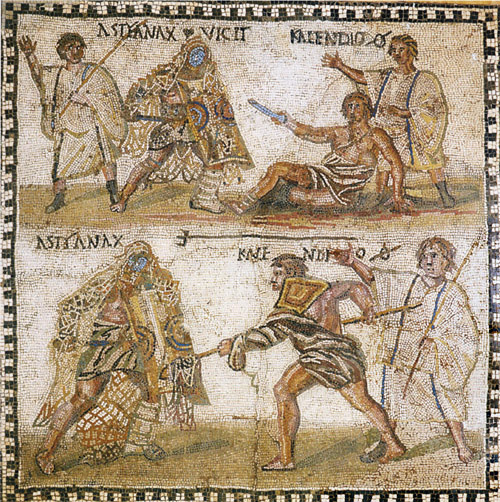
نیزه سه‌شاخ در اساطیر باستانی

در اساطیر یونانی، رومی و هندو، نیزه سه‌شاخ از قدرت تسلط بر اقیانوس برخوردار است.

### ماهی‌گیری
معمولاً نیزه سه‌شاخی که در ماهی‌گیری به کار می‌رود، دارای دندانه‌های خاردار است تا بتواند ماهی که با نیزه زده شده‌است را نگه دارد. در ایالت‌های جنوب و غرب میانه آمریکا از این ابزار برای شکار مکندگان، گاوغوک آمریکایی، کفشک و گونه‌های زیادی از ماهی درشت بهره می‌گیرند.

### مبارزه
در هنرهای رزمی کره‌ای نیزه سه‌شاخ با نام دانگپا شناخته می‌شود و جزء سلاح‌های رایج در نظام‌های سده هفدهم و هجدهم بوده‌است.
در روم باستان، این نیزه توسط گروهی از گلادیاتورها به نام رتیاریوس (جنگجوی توردار) به کار می‌رفت. آنان رقیب را با تور گیر می‌انداختند و با نیزه سه‌شاخ او را می‌کشتند.

## نمادگرایی و اسطوره‌شناسی

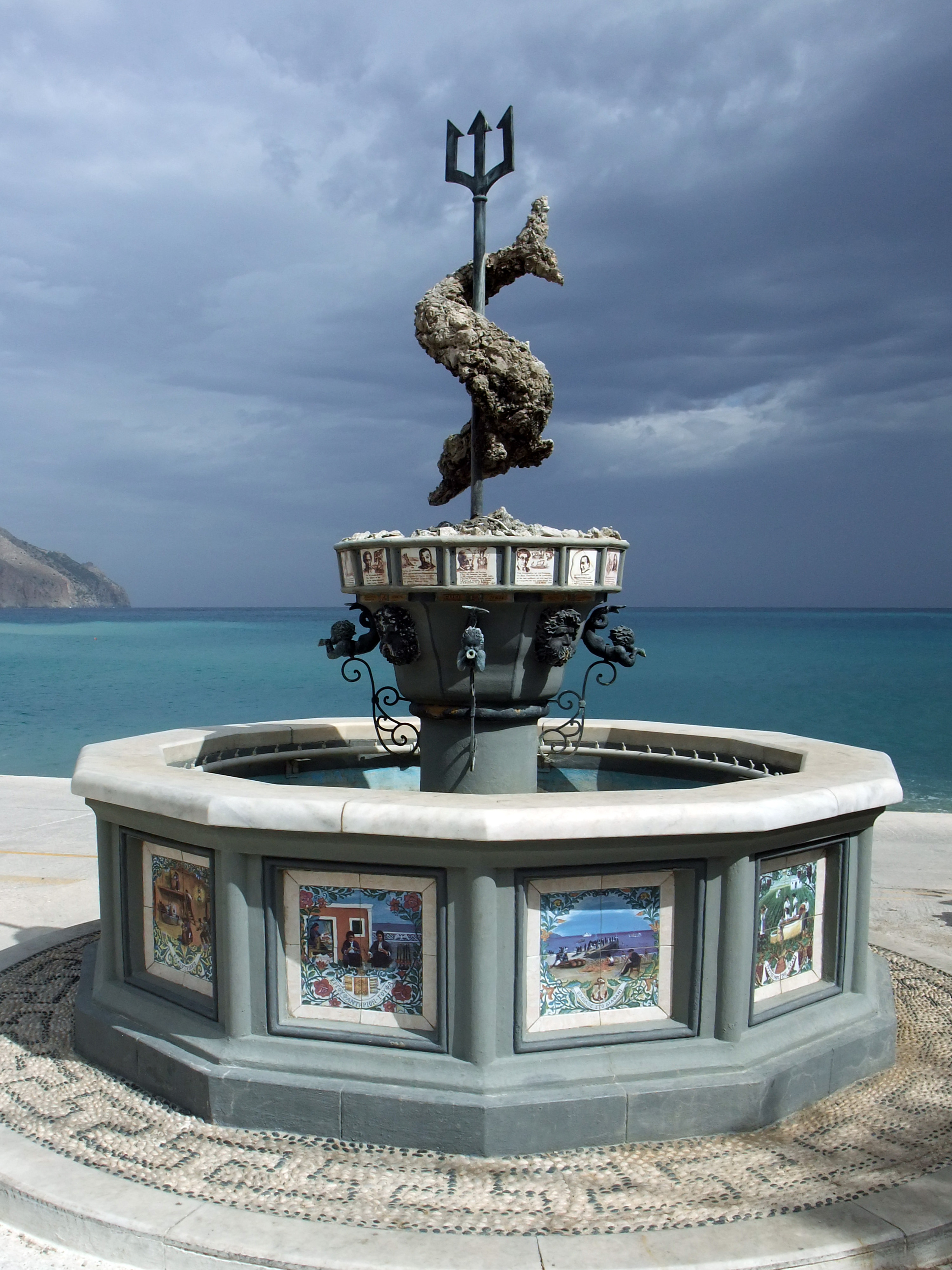
آبشار نپتون

در اسطوره‌ها و داستان‌های هندو، شیوا نیزه سه‌شاخی به دست دارد و از این سلاح مقدس برای نبرد با بدی‌ها که به شکل شروران شیطانی درآمده اند، استفاده می‌کند.
در اساطیر یونان، پوزئیدون از سه‌شاخ خود برای ایجاد منابع آب در یونان و اسب استفاده کرد. پوزئیدون که خدای دریا بود، تکان دهنده زمین نیز شناخته می‌شد و باور داشتند هنگامی که خشمگین شود، زمین‌لرزه‌های بزرگی پدیدمی‌آورد و از نیزه خود برای تولید موج‌های جزر و مدی، سونامی و طوفان استفاده می‌کند.
در اساطیر روم نیز، نپتون از نیزه سه‌شاخ برای ایجاد توده‌های جدید آب و تولید زمین‌لرزه استفاده می‌کند.
در جنوب شرقی آسیا به ویژه تایلند، این نیزه یکی از سلاح‌های هانومان از شخصیت‌های رامایانا است.

## کاربرد سیاسی
- نیزه سه‌شاخ در نشان ملی اوکراین که در سال ۱۹۱۸ تصویب شد.
- نشان ملی روی پرچم باربادوس
- «چنگال‌های خشم ملت» که توسط سازمان انقلابی ضد شوروی روسیه تصویب شد.